# Watsonarctia esperi
Watsonarctia esperi är en fjärilsart som beskrevs av Ahmet Ömer Koçak 1980. Watsonarctia esperi ingår i släktet Watsonarctia och familjen björnspinnare. Inga underarter finns listade i Catalogue of Life.